# Dibutylaminoethanol
Dibutylaminoethanol ist eine chemische Verbindung aus der Gruppe der tertiären Aminoverbindungen.

## Gewinnung und Darstellung
Dibutylaminoethanol kann durch Reaktion von Dibutylamin mit Ethylenoxid gewonnen werden.

## Eigenschaften
Dibutylaminoethanol ist eine brennbare, schwer entzündbare, farblose bis gelbliche Flüssigkeit mit aminartigem Geruch, die wenig löslich in Wasser ist. Seine wässrige Lösung reagiert alkalisch.

## Verwendung
Dibutylaminoethanol wird bei Beschichtungen als tertiärer Aminsynergist für peroxidisch gehärtete ungesättigte Polyester verwendet. In der Metallverarbeitung wird es als öllöslicher Korrosionsinhibitor verwendet, um die Lebensdauer von Metallbearbeitungsflüssigkeiten zu verlängern. Daneben dient es als Spezialadditiv und Zwischenprodukt in einer Vielzahl von Anwendungen der chemischen Industrie.